# Google Slides
O Google Slides é um programa de apresentação do pacote gratuito do Google Docs Editors, baseado na Web e oferecido pela empresa Google e, está disponível como um aplicativo da Web, aplicativo móvel para: Android, iOS, Microsoft Windows, BlackBerry OS e como um aplicativo de desktop no navegador ChromeOS. O aplicativo é compatível com os formatos de arquivo do Microsoft PowerPoint. O Google Slides permite que os usuários criem e editem arquivos on-line enquanto colaboram com outros usuários em tempo real. As edições são rastreadas por um usuário com um histórico de revisão que apresenta as alterações. A posição de um editor é destacada com uma cor e um cursor específicos do editor e um sistema de permissões regula o que os usuários podem fazer. As atualizações introduziram recursos que aplicam o aprendizado de máquina.

## História
Em setembro de 2007, o Google lançou um programa de apresentação para a suíte Google Docs, que se originou da aquisição da Zenter pela empresa em 19 de junho de 2007 e da Tonic Systems em 17 de abril de 2007. Em março de 2010, o Google adquiriu a DocVerse, uma empresa de colaboração de documentos on-line que permitia a colaboração on-line entre vários usuários no Microsoft PowerPoint e outros formatos de documentos compatíveis com o Microsoft Office, como o Microsoft Word e o Microsoft Excel. Melhorias baseadas no DocVerse foram anunciadas e implementadas em abril de 2010. Em junho de 2012, o Google adquiriu o Quickoffice, uma suíte de produtividade proprietária de freeware para dispositivos móveis. Em outubro de 2012, o Google Presentations foi renomeado para Google Slides e um aplicativo para Google Chrome foi lançado, fornecendo atalhos para o Slides na página de nova guia do Chrome.

## Plataformas
O Google Slides está disponível como um aplicativo da Web compatível com os navegadores Google Chrome, Mozilla Firefox, Internet Explorer, Microsoft Edge e Safari. Os usuários podem acessar as apresentações, bem como outros arquivos, por meio do site do Google Drive. Em junho de 2014, o Google lançou uma página inicial do site dedicada ao Slides que continha apenas arquivos criados usando o pacote do Drive. Em 2014, a empresa lançou um aplicativo móvel dedicado ao Slides para os sistemas operacionais móveis Android e iOS. Em 2015, o site móvel do Slides foi atualizado com uma interface "mais simples e uniforme" e, embora os usuários possam ler arquivos por meio dos sites móveis, os usuários que tentarem editar apresentações serão redirecionados para o aplicativo móvel dedicado ao Slides, impedindo assim a edição na Web móvel.

## Recursos

### Edição

#### Histórico de colaboração e revisão
O Google Slides funciona como uma ferramenta colaborativa para a edição cooperativa de apresentações em tempo real. As apresentações podem ser compartilhadas, abertas e editadas por vários usuários simultaneamente, e os usuários podem ver as alterações de slide por slide e de caractere por caractere à medida que os outros colaboradores fazem as edições. As alterações são salvas automaticamente nos servidores do Google e um histórico de revisões é mantido automaticamente, e os usuários têm a opção de reverter para versões anteriores.
A posição atual de um editor é representada por uma cor/cursor específico do editor, portanto, se outro editor estiver visualizando o mesmo slide, ele poderá ver as edições à medida que elas ocorrem. Uma funcionalidade de bate-papo na barra lateral permite que os colaboradores discutam as edições. O histórico de revisões permite que os usuários vejam as adições feitas a um documento, com cada autor distinguido por uma cor. Somente as revisões adjacentes podem ser comparadas e os usuários não podem controlar a frequência com que as revisões são salvas. Os arquivos podem ser exportados para o computador local do usuário em vários formatos, incluindo HTML, .jpg e PDF.

#### Explorar
Lançado em setembro de 2016, o "Explorar" oferece funcionalidade adicional ao pacote Google Drive por meio de aprendizado de máquina. No Google Slides, o Explorar gera dinamicamente sugestões de design com base no conteúdo de cada slide. Os recursos do Explorar no pacote Drive seguem o lançamento de uma ferramenta de pesquisa mais básica introduzida originalmente em 2012.

#### Ações necessárias
Em outubro de 2016, o Google anunciou a adição de "ações necessárias" ao Slides. Se um usuário escrever o nome de uma pessoa com quem a apresentação é compartilhada em um comentário, o serviço atribuirá essa ação à pessoa de forma inteligente. O Google afirma que isso torna mais fácil para outros colaboradores verem quem é responsável por tarefas individuais. Quando um usuário visitar o Google Sheets ou qualquer outro aplicativo do Google Drive, todos os arquivos com tarefas atribuídas a eles serão destacados com um emblema.

#### Edição off-line
Para visualizar e editar apresentações off-line, os usuários precisam estar usando o navegador da Web Google Chrome. Uma extensão do Chrome, Google Docs Offline, permite que os usuários habilitem o suporte off-line para arquivos do Slides no site do Google Drive. Os aplicativos para Android e iOS suportam nativamente a edição off-line.

### Arquivos

#### Formatos e limites de arquivos suportados
| .GSLIDES | Google Slides Shortcut                                   |
| .JPG     | Imagem JPEG                                              |
| .ODP     | OpenDocument Presentation                                |
| .PDF     | Portable Document Format File                            |
| .PNG     | Portable Network Graphic                                 |
| .POT     | Microsoft PowerPoint Template (Legacy)                   |
| .POTM    | Microsoft PowerPoint Macro-Enabled Presentation Template |
| .POTX    | Microsoft PowerPoint Presentation Template               |
| .PPS     | Microsoft PowerPoint (Legacy)                            |
| .PPSM    | Microsoft PowerPoint Macro-Enabled Show                  |
| .PPSX    | Microsoft PowerPoint Slide Show                          |
| .PPT     | Microsoft PowerPoint Presentation (Legacy)               |
| .PPTM    | Microsoft PowerPoint Macro-Enabled Presentation          |
| .SVG     | Scalable Vector Graphics File                            |
| .TXT     | Texto simples                                            |

Os arquivos de apresentação do Google Slides convertidos para o formato .gslides não podem ter mais de 100 MB. As imagens inseridas não podem ter mais de 50 MB e devem estar nos formatos .jpg, .png ou .gif.

#### Google Workspace
O Google Slides é gratuito para uso individual, mas também está disponível como parte do serviço Google Workspace (antigo G Suite) do Google, voltado para empresas, que é uma assinatura mensal que permite funcionalidades adicionais voltadas para empresas.

### Outros recursos
Uma ferramenta simples de localizar e substituir está disponível e, como todos os programas do pacote Google Drive, o Slides inclui uma ferramenta de área de transferência da Web que permite aos usuários copiar e colar conteúdo entre o Slides e os outros aplicativos do Drive. A área de transferência da Web também pode ser usada para copiar e colar conteúdo entre computadores diferentes. Os itens copiados são armazenados nos servidores do Google por até 30 dias. Para a maior parte do processo de copiar e colar, o Google Slides também oferece suporte a atalhos de teclado, mas, às vezes, devido a esse suporte, só é possível usar atalhos de teclado.
O Google oferece uma extensão para o navegador Google Chrome chamada Editor do Office, que permite aos usuários visualizar e editar documentos do PowerPoint e outros documentos do Microsoft Office no Google Chrome, por meio dos aplicativos do pacote Google Drive. A extensão pode ser usada para abrir arquivos do Office armazenados no computador usando o Chrome, bem como para abrir arquivos do Office encontrados na Web (na forma de anexos de e-mail, resultados de pesquisa na Web etc.) sem precisar baixá-los. A extensão pode ser instalada no ChromeOS.

### Recursos descontinuados
O Google Cloud Connect era um plug-in para o Microsoft Office 2003, 2007 e 2010 que podia armazenar e sincronizar automaticamente qualquer apresentação do PowerPoint com o Google Docs (antes da introdução do Drive) nos formatos Google Slides ou PowerPoint. A cópia on-line era atualizada automaticamente sempre que o documento do PowerPoint era salvo. Os documentos do PowerPoint podiam ser editados off-line e sincronizados posteriormente quando estivessem on-line. O Google Cloud Connect ainda mantinha as versões anteriores dos documentos e permitia que vários usuários colaborassem trabalhando no mesmo documento ao mesmo tempo. O Google Cloud Connect foi descontinuado em 30 de abril de 2013, pois, de acordo com o Google, o Google Drive realiza todas as tarefas acima "com melhores resultados".